# Давид VI Нарин
Давид VI Нарин, или Давид VI Младший (груз. დავით VI ნარინი; 1225, Кутаиси, Грузинское царство — 1293, Кутаиси, Имеретинское царство), — представитель династии Багратионов, царь Грузии с 1245 по 1259 год, царь Имерети под именем Давида I с 1259 по 1293 год.

## Биография
Сын грузинской царицы Русудан и Гиас ад-Дина, представителя анатолийской ветви династии Сельджукидов, принявшего в крещении имя Дмитрий. В 1230 году венчался на царство в Кутаиси, как соправитель матери. Опасаясь, что племянник Давид VII Улу предъявит свои права на трон после её смерти, царица Русудан устроила так, чтобы того держали под фактическим арестом при дворе её зятя, султана Кей-Хосрова II. Она отправила своего сына Давида VI Нарина ко двору монгольского кагана за признанием его в качестве наследника грузинского царства. Русудан умерла в 1245 году, не дождавшись возвращения сына.

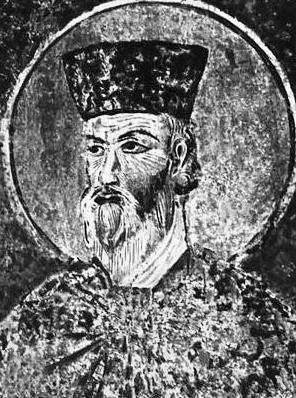
Ктиторский портрет царя Давида VI Нарина в монашеском облачении. Фреска придела Святого Андрея собора Рождества Пресвятой Богородицы в монастыре Гелати, Грузия.
Последняя четверть XIII века.

Через два года после её смерти, грузинская знать провозгласила царём Давида VII Улу, который вернулся на родину после смерти Кей-Хосрова II. В 1248 году Давид VI Нарин был признан монгольским каганом Гуюком младшим соцарём Грузии при двоюродном брате. После этого двоюродные братья управляли совместно до 1259 года, когда Давид VI восстал против монгольского ига, а после неудачи бежал в Кутаиси, откуда правил западной Грузией, или Имерети в качестве самостоятельного правителя. В 1261 году он предоставил убежище Давиду VII, который также попытался положить конец монгольскому господству. Давид VII заключил мир с монголами и вернулся в Восточную Грузию, восстановившись на царство в Тбилиси в 1262 году. Таким образом, Грузинское царство разделилось на две части, и оба правителя по-прежнему были носили титул царя Грузии. В 1262 году Давид VI Нарин признал своим сюзереном Хулагу, став, таким образом, номинальным вассалом государства Хулагуидов.
Он развивал дружеские отношения с Золотой Ордой, Мамлюкским султанатом и отбивался от притязаний Ильханата. В 1269 году Давид VI приютил у себя Тегудера, родственника правителя Чагатайского улуса Борак-хана, который восстал против Абака-хана, правителя государства Хулагидов. Когда Тегудер, вместе со своими сподручными, начал грабить подданных имеретинского царя, Давид VI оказал поддержку Ширамуну Нояну, генералу Абака-хана. Несмотря на это, Абака-хан попытался свергнуть Давида VI с помощью Кахабера Кахаберидзе, князя Рачи, и в 1270-х годах дважды вторгался на территорию имеретинского царства.
Давид VI Нарин сохранил свою независимость и попытаться восстановить грузинское влияние в Трапезундской империи. С этой целью в апреле 1282 года он вторгся в Трапезунд, когда император Иоанн II Комнин находился в Константинополе. Хотя он не смог взять город, грузинская армия заняла несколько провинций. 
В 1285 году Давид VI помог сестре Иоанна II цесаревне Феодоре, дочери Мануила I, императора Трапезунда и императрицы Русудан Грузинской, взойти на трон, но вскоре ему пришлось отступить с территории империи.
Он умер в Кутаиси в 1293 году. Ему наследовал старший сын Константин I. 
Давид VI похоронен в часовне Святого Андрея в храме Рождества Пресвятой Богородицы в Гелатском монастыре, к востоку от южного входа в церковь.

### Браки и потомство
Давид VI Нарин был дважды женат. Первом браком на княжне Тамаре из рода князей Аманелисдзе, эриставов Аргвети. Овдовев, в 1254 году он сочетался вторым браком с Феодорой Палеолог, дочерью византийского императора Михаила VIII Палеолога. От двух жён он имел четырёх сыновей: имеретинских царей Константина I и Михаила I, восточно-грузинского царя Вахтанга II и царевича Александра. 

Род Давида Нарина угас в 1455 году в связи с гибелью Деметре, эристава Имеретии. Таким образом, эта ветвь рода Багратионов, происходящая по мужской линии не от грузинских царей, угасла.
И умер сей Димитри, сын Александра, будучи эриставом лета Христова 1455, грузинского 143...

- Вахушти Багратиони, История Царства Грузинского: Жизнь Имерети